# NGC 6063
NGC 6063 is een spiraalvormig sterrenstelsel in het sterrenbeeld Slang. Het hemelobject werd op 10 juni 1882 ontdekt door de Franse astronoom Édouard Jean-Marie Stephan.

## Synoniemen
- UGC 10210
- MCG 1-41-12
- ZWG 51.45
- PGC 57205